# Eric Page
Eric Anthony Page (* 23. September 1991 in Toledo, Ohio) ist ein ehemaliger US-amerikanischer American-Football- und Canadian-Football-Spieler. Er spielte auf der Position des Wide Receivers und des Return Specialists bei den Tampa Bay Buccaneers in der National Football League (NFL).

## Karriere
Page spielte von 2009 bis 2011 an der University of Toledo College Football für die Toledo Rockets in der Mid-American Conference (MAC). In allen drei Saisons wurde er zum All-MAC gekürt. 2010 wurde er zum MAC Specialist of the Year und auf der Position des Kick Returners zum Consesus All American. 2011 wurde er der erst dritte Spieler in der Geschichte der FBS, der auf drei Positionen ins First-team All-Conference gewählt wurde (WR, KR, PR) und war auch Finalist für den Paul Hornung Award als vielseitigster Spieler der FBS. Insgesamt erzielte Page in seiner College-Karriere 306 gefangene Pässe für 3.446 Yards. 2018 wurde Page in die UT Varsity “T” Hall of Fame, die Ruhmeshalle der Toledo Rockets, aufgenommen. Zum 100-jährigen Jubiläum der Rockets wurde 2017 ein Jubiläumsteam gewählt. Page landete dabei auf Platz elf.
Nachdem Page im NFL Draft  2012 nicht ausgewählt wurde, verpflichteten ihn die Denver Broncos. Im Juli 2012 wurde er nach einem Kreuzbandriss entlassen. Am 12. April 2013 verpflichteten ihn die Tampa Bay Buccaneers. Am dritten Spieltag der Saison 2013 fing er seine ersten Pässe in der NFL. Am 24. August 2014 wurde er entlassen. Am 8. Oktober 2014 verpflichteten die Buccaneers Page für ihren Practice Squad entließen ihn jedoch bereits am 27. Oktober 2014 wieder. Am 13. Februar 2015 verpflichteten ihn die Edmonton Eskimos aus der Canadian Football League (CFL). Am 14. Juni 2015 wurde er entlassen.